# السيدة من البحر
السيدة من البحر (بالنرويجية: Fruen fra havet) مسرحية من تأليف الكاتب المسرحي النرويجي هنريك إبسن. كتب إبسن المسرحية في عام 1888، واستلهم فكرة المسرحية من قصة شعرية غنائية من الفلكلور الاسكندنافي. أهميَّة المسرحية من بين أعماله الأخرى تبرز في تقديم شخصية «إليدا» التي تتكرَّر في مسرحيته اللاحقة «سيد البنائين»، وتُعدُّ هذه المسرحية آخر مسرحياته الواقعية، قبل أن يميل إلى الروحانية ويتوقَّف عن مهاجمة مساوئ المجتمع. كُتِبت المسرحية باللغة النرويجية، وكتبها إبسن بعد عودته إلى النرويج وإقامته في كرستيانيا (أوسلو)، وعُرِضت للمرة الأولى في 12 فبراير من العام 1889، وأولى العروض كانت في مدينتي أوسلو النرويجية وفايمار الألمانية. تدور أحداثها في بلدةٍ قبالة أحد الأودية الخلالية، ويُلاحظ على أسلوب إبسن في هذه المسرحية إكثاره من استعمال الرمزيَّة، وقد بنى بعض أحداث المسرحية من سيرته الخاصة.